# Jhony Galli
Jhony Galli (Montevideo, Uruguay, 19 de marzo de 1990) es un futbolista uruguayo. Juega como mediocentro y su equipo actual es Deportivo Municipal de la Liga 1 de Perú.

## Trayectoria
Realizó las divisiones menores en el Club Atlético Peñarol, donde logró el subcampeonato de la Copa Libertadores 2011. Sin embargo, luego fue cedido a préstamo al Miramar Misiones de la Segunda División de Uruguay.
Fue cedido a préstamo por 6 meses al Villa Teresa.
Para la temporada 2015/16 jugaría la Primera División del fútbol uruguayo con Villa Teresa.
Al siguiente año fichó por el campeón de la Segunda División 2015-16, Rampla Juniors.
A finales del 2019 firma por Técnico Universitario de Ecuador, sin embargo, una semana después ficharía por Once Caldas. Luego se llegaría a un acuerdo entre clubes, donde Galli terminaría fichando por el equipo colombiano. En el elenco de Manizales jugaría un total de 11 partidos. En el 2021 firma por Deportivo Municipal, teniendo una temporada irregular, sin poder clasificar a un torneo internacional.

## Clubes
| Club                    | País     | Año             | Partidos |
| ----------------------- | -------- | --------------- | -------- |
| Peñarol                 | Uruguay  | 2011            | 0        |
| Miramar Misiones        | Uruguay  | 2011 - 2013     | 10       |
| Villa Teresa (préstamo) | Uruguay  | 2014            | 15       |
| Miramar Misiones        | Uruguay  | 2014 - 2015     | 22       |
| Villa Teresa            | Uruguay  | 2015 - 2016     | 21       |
| Rampla Juniors          | Uruguay  | 2016 - 2019     | 69       |
| Once Caldas             | Colombia | 2020            | 11       |
| Deportivo Municipal     | Perú     | 2021 - Presente | 15       |

## Estilo de juego
El volante uruguayo se ha destacado por su orden en el campo, siendo un volante central organizado, con muy buenos dotes defensivos, armando el medio campo, y también se le recuerda por muy buenos disparos de larga distancia.
Ha sido un jugador que ha demostrado buena técnica, tanto en sus pases, siendo sencillos y precisos; como en el quite de balón, haciendo buenas recuperaciones sin hacer falta.
También se une a las jugadas de ataque cuando es necesario.